# Rio Matrenochka
Matrenochka (em russo:  Матреночка) é um rio da Rússia na região do Oblast de Voronej.